# Shirime

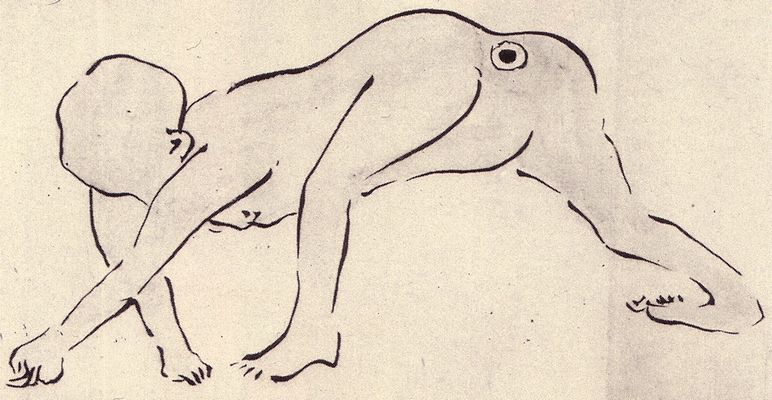
Un shirime dessiné par Yosa no Buson.

Un shirime (尻目, litt. « œil cul ») est un yōkai avec un œil à la place de l'anus.
Selon une histoire, un samouraï marchait de nuit sur la route de Kyōto quand il a entendu quelqu'un lui crier de l'attendre. « Qui est là ? » a-t-il demandé nerveusement et, en se tournant, il s'est trouvé devant un homme qui se déshabillait et pointait ses fesses nues au voyageur pantois. Un énorme œil étincelant s'est alors ouvert là où l'anus de l'étrange homme aurait dû être. 
Cette créature a tellement plu au poète haïku et artiste Buson qu'il l'a incluse dans nombre de ses peintures de yōkai